# 창동천
창동천(倉洞川)은 남산에서 발원하여 청계천으로 흘러들던 하천이다. 준천사실에는 창동수(倉洞水)로, 한경지략에는 창동천수(倉洞川水)로, 동국여지비고에는 북창동(北倉洞)으로 되어 있다. 지금은 복개되어 도로 등으로 쓰이고 있다.

## 과거의 다리
조선 시대의 창동천의 다리 목록이다.
- 수각교(水閣橋) : 남대문로4가 1번지 부근에 있었으며, 수각(水閣) 앞에 위치하였기 때문에 이러한 이름이 붙었다.[2]
- 전도감교(錢都監橋) : 태평로2가 57번지 서쪽에 있었으며, 전도감 앞에 위치하였기 때문에 이러한 이름이 붙었다.[3] 전교(錢橋)라고도 하였다.[3]
- 미장동교(美墻洞橋) : 을지로1가 192번지에 있었다.[3]
- 소광통교(小廣通橋) : 남대문로1가 23번지 남쪽에 있었으며, 청계천의 광통교 남쪽에 자리하면서 그보다 크기는 작았기 때문에 이러한 이름이 붙었다.[3] 소광교(小廣橋)라고도 하였다.[3]
- - : 삼각동 117번지 앞에 있었으며[4], 서울지도에 표시만 되어 있어 이름은 알 수 없다.[3]
- 곡교(曲橋) : 삼각동 104번지 경기빌딩 앞에 있었으며, 달리 광청교(廣淸橋)라고도 불렀다.[5] 창동천의 물길이 오간수문 방향으로 곧게 흘러가다가, 이 다리를 만나면서 잠시 구부러져 흐른다는 데에서 유래하였다.[6]